# Hippomane spinosa
Pomme Zombi
Espèce
Statut de conservation UICN

 LC  : Préoccupation mineure
Hippomane spinosa, la Pomme Zombi, est une espèce de plantes à fleurs de la famille des Euphorbiaceae. C'est un arbuste ou un arbre qui pousse principalement dans le biome tropical humide.
Il a été décrit par Carl von Linné en 1753. Comme l'espèce apparentée le mancenillier (Hippomane mancinella), sa toxicité la rend résistant à la déforestation par les populations locales.

## Répartition et habitat
Ce taxon se rencontre dans les pays suivants : Haïti, République dominicaine. La plante est endémique à l'île d'Hispaniola dans les Caraïbes. On le trouve dans l'écorégion des forêts sèches espagnoles,,.

## Systématique
Le nom correct complet (avec auteur) de ce taxon est Hippomane spinosa L..
Ce taxon porte en français et en créole haïtien le nom vernaculaire ou normalisé suivant : Pomme Zombi,. En espagnol dominicain il est connu sous le nom de manzanillo « camomille ».
Hippomane spinosa a pour synonyme :
- Sapium ilicifolium Willd.